# Dréan
Dżilfa (arab. الذرعان, kolonialne: Mondovi) – miejscowość w północnej Algierii, 25 km na południe od Annaby, w prowincji At-Tarif.
W miejscowości, która w okresie kolonialnym nosiła nazwę Mondovi (Algieria Francuska), urodził się francuski pisarz Albert Camus.